# Rob Welten
Robertus Gerardus Welten (Bodegraven, 30 juli 1960) is een Nederlands ambtenaar, politicus en bestuurder. Hij is lid van het CDA. Van 2019 tot 2025 was hij burgemeester van Haaksbergen.

## Loopbaan
Na het Stedelijk Lyceum Maastricht studeerde Welten geschiedenis aan de Rijksuniversiteit Leiden (1978-1985). Hierna was hij enkele jaren wetenschappelijk medewerker bij de Universiteit Maastricht en vervolgens medewerker Kabinet en AJZ bij de provincie Limburg terwijl hij daarnaast Nederlands recht studeerde aan de Open Universiteit.
Van 1994 tot 2001 was Welten hoofd van het kabinet van de commissaris van de Koningin in Overijssel. Hierna was Welten twee jaar hoofd bestuurlijke en juridische zaken bij Ymere. Van 2003 tot 2006 was hij hoofd bestuurlijke zaken van de Friese gemeente Weststellingwerf en daarnaast lid en fractievoorzitter in de Provinciale Staten van Overijssel.
In 2006 werd Welten wethouder in Oldenzaal en op 15 augustus 2009 burgemeester van Borne. Hij werd in Borne geroemd vanwege zijn netwerk in Twente. Naast zijn burgemeesterschap was Welten onder meer voorzitter van de EUREGIO en bestuurslid van de Regio Twente en stichting Landschap Overijssel.
Sinds 17 april 2019 is Welten burgemeester van Haaksbergen. Naast zijn burgemeesterschap is hij voorzitter van het Bevrijdingsfestival Overijssel, lid van de raad van commissarissen van Wadinko en WBO (Woningbouwvereniging) Oldenzaal en beschermheer van Melbuuln Piratenkoor. Hij werd niet beschikbaar voor een tweede termijn als burgemeester van Haaksbergen. Derhalve stopt hij per 17 april 2025. Tot 20 mei van dat jaar zal hij er waarnemen.